# Pomatoschistus
Genre
Pomatoschistus est un genre de poissons de la famille des Gobiidae.

## Espèces
Selon World Register of Marine Species (30 décembre 2023)
- Pomatoschistus anatoliae Engin & Innal, 2017
- Pomatoschistus bathi Miller, 1982 - Gobie de Bath
- Pomatoschistus flavescens (Fabricius, 1779) - Gobie nageur
- Pomatoschistus knerii (Steindachner, 1861)
- Pomatoschistus lozanoi (de Buen, 1923)
- Pomatoschistus marmoratus (Risso, 1810) - Gobie marbré
- Pomatoschistus microps (Kroyer, 1838) - Gobie tacheté ou Gobie commun
- Pomatoschistus minutus (Pallas, 1770) - Gobie des sables ou Gobie buhotte
- Pomatoschistus nanus Engin & Seyhan, 2017
- Pomatoschistus norvegicus (Collett, 1902)
- Pomatoschistus pictus (Malm, 1865) - Gobie varié
- Pomatoschistus quagga (Heckel, 1837) - Gobie quagga
- Pomatoschistus tortonesei Miller, 1969 - Gobie de Tortonese

## Galerie

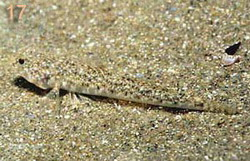
Pomatoschistus marmoratus
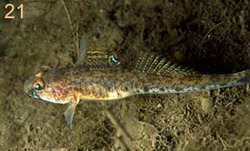
Pomatoschistus norvegicus
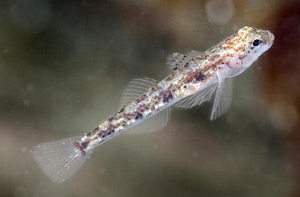
Pomatoschistus pictus adriaticus
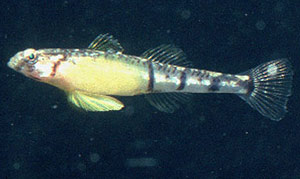
Pomatoschistus quagga
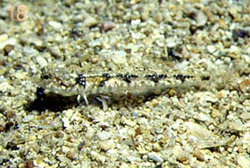
Pomatoschistus bathi
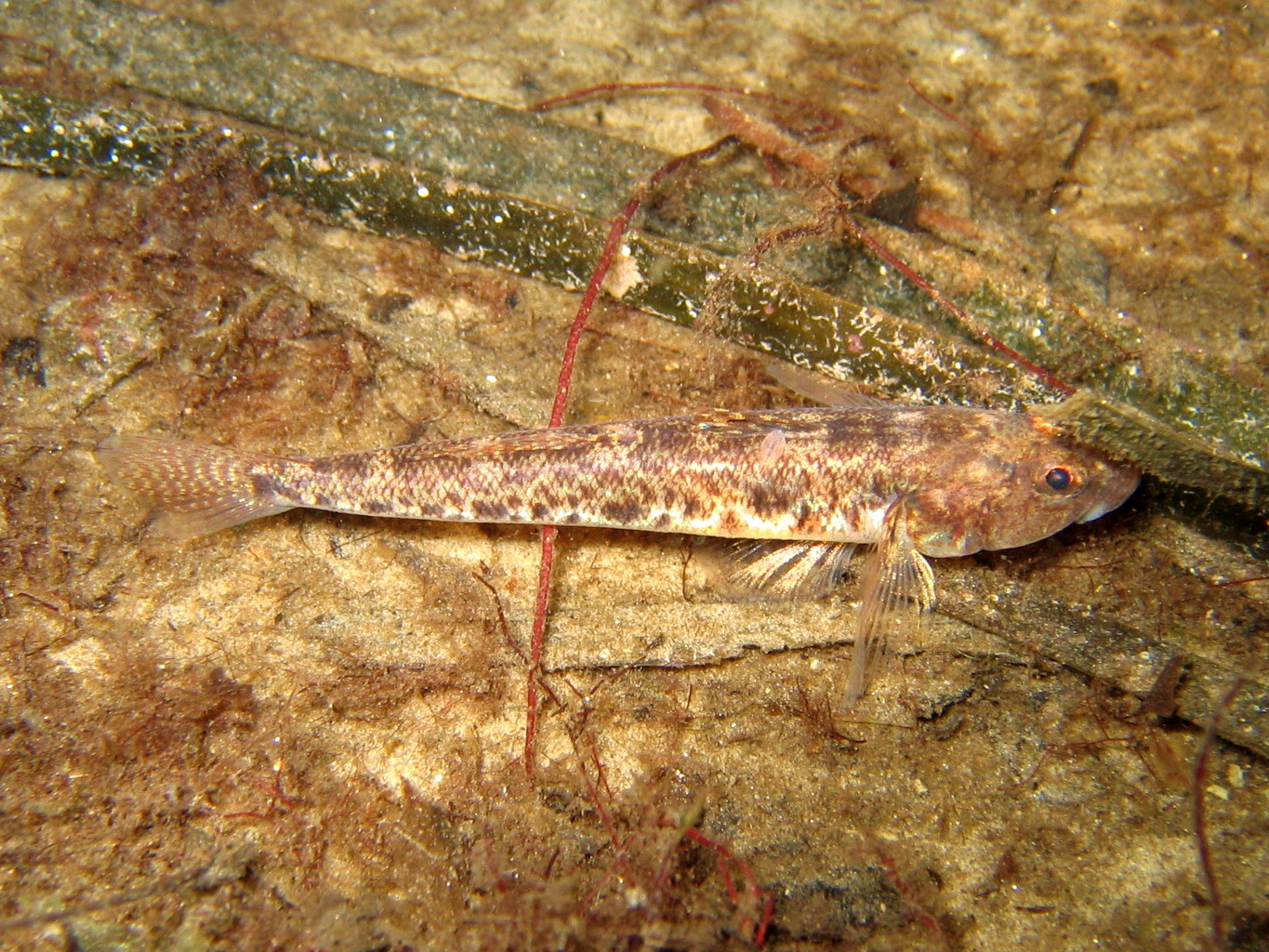
Pomatoschistus microps
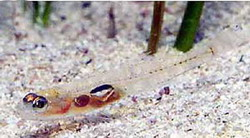
Pomatoschistus knerii